# Krzysztof Roszyk
Krzysztof Roszyk (Poznań, 20 agosto 1978) è un allenatore di pallacanestro ed ex cestista polacco.

## Carriera
Con la Polonia ha disputato i Campionati europei del 2009.

## Palmarès
- Supercoppa polacca: 1

Trefl Sopot: 2013